# شيخ عمر دابو
شيخ عمر دابو (هانغل: 체익 오마르 다보) (بالفرنسية: Cheick Oumar Dabo)‏ هو لاعب كرة قدم كوري جنوبي ومالي في مركز الهجوم، ولد في 12 يناير 1981 في باماكو في مالي. شارك مع منتخب مالي لكرة القدم. أما مع النوادي، فقد لعب مع الدفاع الحسني الجديدي والنادي الأهلي وجيجو يونايتد وشبيبة القبائل وغنتشلربيرليغي ونادي تور ونادي دبي ونادي دجوليبا ونادي لوهافر ونادي نيور.

## وصلات خارجية
- شيخ عمر دابو على موقع اتحاد تركيا (لاعب) (الإنجليزية)
- شيخ عمر دابو على موقع دوري كوريا الجنوبية (الإنجليزية)
- شيخ عمر دابو على موقع قاعدة بيانات كرة القدم.إي يو (الإنجليزية)
- شيخ عمر دابو على موقع ناشيونال فوتبول تيمز (الإنجليزية)